# Axestotrigona simpsoni
Axestotrigona simpsoni är en biart som beskrevs av Jesus Santiago Moure 1961. Axestotrigona simpsoni ingår i släktet Axestotrigona och familjen långtungebin. Inga underarter finns listade.